# نشانه هوور (فلج پا)
نشانه هوور (انگلیسی: Hoover's sign) در پارزی پا یکی از دو نشانه‌ای است که توسط چارلز فرانکلین هوور مطرح و توصیف شد و برای تشخیص و افتراق دلایل اندامی از دلایل غیراندامی فلج پاها (مثلا در اختلال تبدیلی و اختلال ساختگی) استفاده می‌شود.
در نشانهٔ هوور کشش غیرارادی پای «طبیعی» (سالم) هنگام خم کردن پای طرف مقابل در برابر مقاومت رخ می‌دهد. برای انجام این تست، معاینه‌کننده باید یک دست خود را زیر پاشنه اندام «طبیعی» بگیرد و از بیمار بخواهد که لگن طرف مقابل را در برابر مقاومت خم کند (در حالی که بیمار به پشت یا طاق‌باز خوابیده است)، از بیمار بخواهد که نگام بالا بردن پا دچار ضعف را صاف نگه داشته و آن را بالا ببرد.
اگر ماهیچه‌های لگنی فرد مورد آزمایش، قوی باشند، این موضوع ممکن است تفسیر این آزمون را دشوار کند.
در سال‌های اخیر تلاش‌هایی برای استفاده از نظریه ایجادکنندهٔ این نشانه بالینی به‌منظور گزارش یک نتیجه کمی توسط آن صورت پذیرفته است.